# Julemandens Landsby
Julemandens Landsby er et oplevelsescenter nær Rovaniemi i den finske del af Lapland.

## Beliggenhed
Julemandens Landsby, der består af 4-6 forskellige bygninger, alle med relation til emnet, ligger lige op ad Europavej E75, ca. 8 km nordøst for Rovaniemis centrum og 2 km fra lufthavnen. Landsbyen ligger lige på Polarcirklen.

## Transport
Fra Rovaniemi går bybus, Rute 8. Denne forbinder stedet med banegården i Rovaniemi, og turen varer omtrent 30 minutter. Der er bus direkte fra Rovaniemis lufthavn til landsbyen.
Er man i bil er der rige parkeringsmuligheder på området.

## Attraktioner
- Polarcirklen: Det har publikums bevågenhed, at Polarcirklen går lige gennem Julemandens Landsby. En tydelig markering i form af en hvid linje på asfalten viser tydeligt, hvor stedet er. Besøgende træder formelt ind i det arktiske område, når de passerer den opmærkede linje, og begivenheden og stedet er tydeligvis et foto-spot for turisterne.
- Julemandens Posthus: En butik med et stort og varieret udvalg af julerelaterede varer, som fx julekort eller CD'er med julemusik. Post sendt fra Julemandens Posthus bliver stemplet med specielt stempel. Det er også muligt at skrive sine næste julekort her og så få dem afsendt fra stedet rettidigt op imod jul.
- Julemandens Kontor: Et stort kontor inde i hovedbygningen, hvor det er muligt for besøgende at blive fotograferet sammen med Julemanden eller chatte med Julemanden over nettet. Der er dog indført "kontortid" for Julemanden, så han vil ikke altid være at træffe i landsbyens åbningstider.
- Andre attraktioner: Der er en række restauranter, kiosker og butikker i landsbyen, der sælger et stort udbud af julerelaterede varer eller varer med tilknytning til Lapland.

## Andet
Julemandens Landsby er sammen med forlystelsesparken SantaPark (som ligger tæt på) den suverænt største turistattraktion i den finske del af Lapland.